# Frank Siegmund

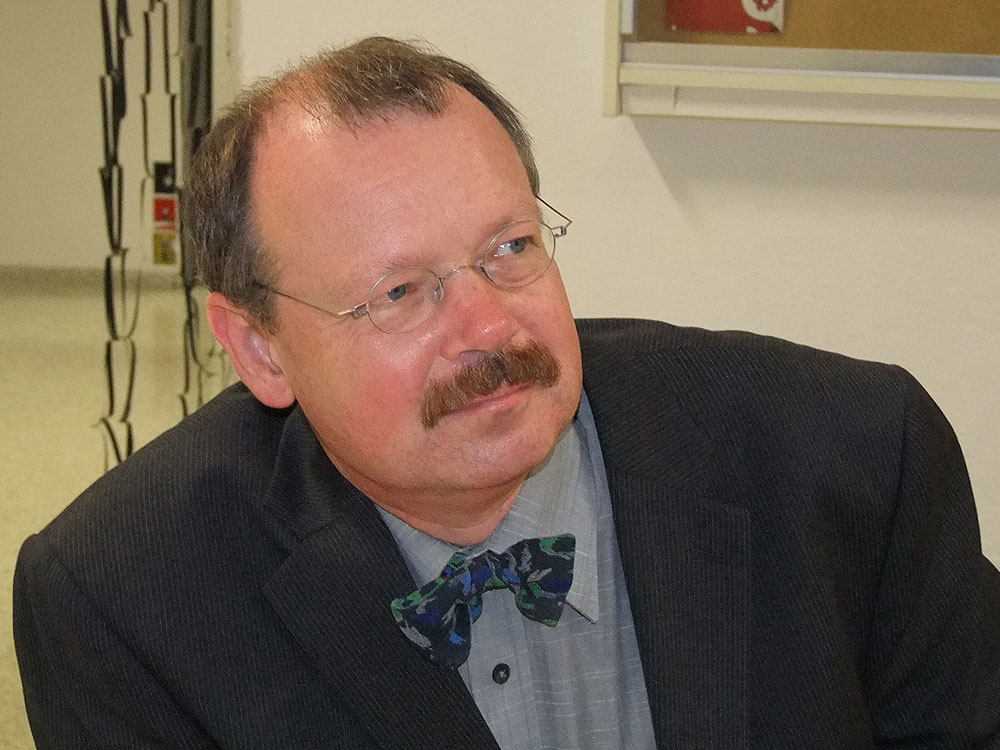
Frank Siegmund (2011)

Frank Siegmund (* 25. September 1956 in Wegberg, Kreis Heinsberg) ist ein deutscher Prähistoriker.

## Leben
Frank Siegmund studierte Ur- und Frühgeschichte, Geologie und Klassische Archäologie an den Universitäten Köln und Mainz. Er wurde 1989 – gefördert von der Gerda Henkel Stiftung – bei Gernot Jacob-Friesen in Köln aufgrund seiner Arbeit „Fränkische Funde vom deutschen Niederrhein und der nördlichen Kölner Bucht“ promoviert. Für diese Studie wurde er 1992 mit dem Albert-Steeger-Preis des Landschaftsverbandes Rheinland ausgezeichnet. An der Universität Göttingen habilitierte er sich 1996 über „Alemannen und Franken. Archäologische Studie zu Ethnien und ihren Siedlungsräumen in der Merowingerzeit“.
Von 1990 bis 1999 war er an der Universität Göttingen tätig, zuletzt als Privatdozent. 1996 vertrat er die vakante Professur für Ur- und Frühgeschichte an der Universität Bamberg. 1999 bis 2011 hatte er das Ordinariat für Jüngere Ur- und Frühgeschichte und Provinzialrömische Archäologie an der Universität Basel inne. Nach Konflikten mit der Universitätsleitung infolge einer Neustrukturierung der altertumswissenschaftlichen Fächer verließ er die Universität und war anschließend wieder als freiberuflicher Archäologe tätig. 2013 bis 2018 arbeitete er als wissenschaftlicher Mitarbeiter an der Universität Düsseldorf; seit 2018 nimmt er einen Lehrauftrag an der Universität Münster wahr.

## Forschungsschwerpunkte
Der Forschungsschwerpunkt Siegmunds liegt im frühen Mittelalter, wo er Quellen publiziert und zu Typologie und Chronologie forscht; bei der historischen Analyse dieser Epoche forschte er vor allem über soziale Fragestellungen und zu den Ethnien „Alemannen“, „Franken“, „Thüringern“ und „Sachsen“. Andere Studien galten dem Neolithikum (Erdwerke), Feuersteinbergbau in Kleinkems (Isteiner Klotz), der Römischen Kaiserzeit (Costedt), der Physischen Anthropologie und insbesondere diachronen Fragestellungen wie etwa der Entwicklung der Körperhöhe und des Lebensstandards seit der Jungsteinzeit.

## Fachpolitisches Engagement und Herausgebertätigkeit
Seit 2013 ist Frank Siegmund stellvertretender Vorsitzender der Deutschen Gesellschaft für Ur- und Frühgeschichte. 2001 bis 2005 war Frank Siegmund Vorsitzender dieser Gesellschaft, danach Mitglied des wissenschaftlichen Beirats.
Siegmund war Herausgeber der viermal erschienenen Basler Hefte zur Archäologie (2002–2008) und mehrerer Sammelwerke. Seit 2012 ist er Leitender Herausgeber und Redakteur der Zeitschrift Archäologische Informationen, seit 2017 außerdem Leitender Herausgeber der Monographienreihen Archäologische Berichte und Archäologische Quellen.

## Veröffentlichungen (Auswahl)
- Fränkische Funde vom deutschen Niederrhein und der nördlichen Kölner Bucht. Phil. Diss. Köln 1989 (Diss.-Druck).
- mit Petra Beckers: Bevor der Bagger kam. Ausgrabungen am Rheinort 1989. Stadt Düsseldorf, Düsseldorf 1990.
- Das Gräberfeld der jüngeren Römischen Kaiserzeit von Costedt. Mit Beiträgen von St. Hainski, St. Hesse, S. Hummel, St. Krabath, K. Kröll, Th. Küntzel, W.-R. Teegen und St. W. Teuber. Bodenaltertümer Westfalens 32. Zabern, Mainz 1996. ISBN 3-8053-1895-2.
- Merowingerzeit am Niederrhein. Die frühmittelalterlichen Funde aus dem Regierungsbezirk Düsseldorf und dem Kreis Heinsberg. Rheinische Ausgrabungen 34. Rheinland-Verlag, Köln 1998, Nachdruck 1999. ISBN 3-7927-1247-4.
- Alemannen und Franken. Archäologische Studie zu Ethnien und ihren Siedlungsräumen in der Merowingerzeit. Ergänzungsbände zum Reallexikon der Germanischen Altertumskunde 23. de Gruyter, Berlin, New York 2000. ISBN 3-11-016788-3.
- Die Körpergröße der Menschen in der Ur- und Frühgeschichte Mitteleuropas und ein Vergleich ihrer anthropologischen Schätzmethoden. Books on Demand, Norderstedt 2010. ISBN 978-3-8391-5314-7.
- How to perform a correspondence analysis. A short guide to archaeological practice. Charleston SC: CreateSpace. 2015. ISBN 978-1-5153-5347-8.